# Epanerchodus albulus
Epanerchodus albulus är en mångfotingart som beskrevs av Karl Wilhelm Verhoeff 1942. Epanerchodus albulus ingår i släktet Epanerchodus och familjen plattdubbelfotingar. Inga underarter finns listade i Catalogue of Life.